# نيبونيا (مجلة)
نيبونيا هي مجلة يابانية تصدر باللغات اليابانية، الصينية، الإنجليزية، الفرنسية، الكورية، الروسية، الإسبانية، العربية، الألمانية، الإندونيسية، البرتغالية، التايلاندية، التركية، والفيتنامية.